# Cybaeus kumaensis
Espèce
Cybaeus kumaensis est une espèce d'araignées aranéomorphes de la famille des Cybaeidae.

## Distribution
Cette espèce est endémique de la préfecture de Kumamoto sur Kyūshū au Japon,. Elle se rencontre vers Itsuki.

## Description
Le mâle holotype mesure 3,93 mm et la femelle paratype mesure 3,30 mm.

## Étymologie
Son nom d'espèce, composé de kuma et du suffixe latin -ensis, « qui vit dans, qui habite », lui a été donné en référence au lieu de sa découverte, le district de Kuma.

## Publication originale
- Irie & Ono, 2001 : Two new species of the genus Cybaeus (Araneae: Cybaeidae) from Kyushu, Japan. Bulletin of the National Museum of Nature and Science, Tokyo, sér. A, vol. 27, no 3, p. 205-210 (texte intégral).